# 韓天芑
韓天芑（1923年2月11日—2022年10月23日），男，浙江象山人，中國天文學家。

## 生平
1943年7月，毕业于宁波高级工业职业学校（今浙江工业大学前身）土木科。1943年10月考入中央测绘学校大地测量系学习。1947年9月毕业，进入测量局大地测量队工作。1949年，任教于宁波高级工业职业学校（后并入浙江工业干部学校）担任教员。1950年8月调往中国科学院地理研究所，担任助理员、助理研究员。1957年9月，中国科学院地理所大地测量组搬到武汉，改建为中国科学院测量与地球物理研究所，韩天芑担任研究员、室主任，负责天文大地测量方面的工作。1958年，任教于原武汉测绘科技大学（武汉大学测绘学院）天文学专业，教授金格尔测时法。
2005年5月退休。
2020年，中國大陸暴发2019冠狀病毒病疫情之後，韓天芑夫婦於2月12日確診患有新型冠狀病毒肺炎，進入武汉协和肿瘤医院治療。2月24日轉入武汉协和肿瘤中心三樓的ICU（由浙江大学医学院附属第二医院整建制接管），病情危重。其孫女於網路上發佈訊息，尋求新冠肺炎康复者的血漿，引發關注。3月12日，有媒體報導稱韓天芑夫婦已治愈，等待出院。3月14日，韓天芑夫婦轉入武汉协和医院西院继续接受康复治疗。